# Inni sacri
Gli Inni sacri sono una raccolta di cinque componimenti di argomento religioso scritti da Alessandro Manzoni tra il 1812 e il 1822 come primo frutto letterario della conversione, avvenuta nel 1810.

## Struttura e composizione

### La genesi
L'idea si formò nella mente del Manzoni non più tardi del 1810, come testimonia una lettera al sacerdote giansenista Eustachio Degola, in cui il poeta afferma di aver pensato «l'operetta» a Parigi. È difficile invece inferire quanto articolato fosse il progetto nell'ultimo periodo passato in Francia, il termine «operetta» potendo ascriversi alla modestia manzoniana, sempre portato a sminuire le sue composizioni, o debba invece riferirsi a una fase ancora incipiente.

### IlCorpus
La raccolta degli Inni sacri sarebbe dovuta essere composta, secondo le originali intenzioni dell'autore, di dodici testi (Il Natale, L'Epifania, La Passione, La Risurrezione, L'Ascensione, La Pentecoste, Il Corpo del Signore, La Cattedra di San Pietro, L'Assunzione, Il Nome di Maria, Ognissanti, I Morti) riguardanti le principali festività liturgiche del cattolicesimo. Tuttavia, egli concluse solo cinque inni (La Resurrezione, Il nome di Maria, Il Natale, La Passione, La Pentecoste) e ne lasciò incompleto un sesto (Ognissanti). Benché non sia compreso nel progetto iniziale, si è soliti aggiungere agli Inni Sacri il frammento intitolato Il Natale del 1833, ispirato al giorno nel quale morì la moglie di Manzoni, Enrichetta Blondel.

### La stesura
La stesura degli inni è databile agli anni 1812-1815, appena successivi alla conversione religiosa dell'autore, tranne l'ultimo (La Pentecoste), completato dopo varie revisioni solo nel 1822 e caratterizzato da una sensibilità poetica e religiosa più matura. Le date di composizione, segnate dall'autore sui vari autografi, sono le seguenti: La Risurrezione fu scritta dall'aprile al 23 giugno 1812, Il Nome di Maria dal 6 novembre 1812 al 19 aprile 1813, Il Natale dal 15 luglio al 29 settembre 1813, La Passione dal 3 marzo 1814 all'ottobre 1815, mentre la Pentecoste conobbe una genesi più complessa. La lentezza nella composizione va ascritta a diversi fattori: oltre alla difficoltà di trovare uno stile omogeneo e accessibile al pubblico, che costituiva uno degli obiettivi primari della raccolta, entrarono in gioco la malattia nervosa dell'autore, che cominciava a manifestarsi con forza alla metà degli anni Dieci, e gli avvenimenti del 1814, cui Manzoni partecipò emotivamente, dichiarando il proprio sostegno ai patrioti in due canzoni: Aprile 1814 e l'incompiuto Proclama di Rimini.

### La metrica
La struttura metrica delle poesie che andarono a costituire il libriccino originario è variabile: dove prevale la gioia, come ne La Risurrezione, Manzoni opta per strofe di sette ottonari (l'ultimo è sempre tronco), dando un ritmo serrato ed esultante all'inno, mentre sceglie quartine di endecasillabi per Il Nome di Maria, e La Passione si compone di strofe di otto decasillabi. I primi quattro inni in particolare sono costruiti su uno schema che corrisponde grosso modo all'enunciazione del tema, la rievocazione dell'episodio e le conseguenze dottrinali e morali dell'evento; invece La Pentecoste, rompendo questo schema, è centrata sulla novità portata dal cristianesimo e dall'azione dello Spirito Santo nella storia.

### I modelli
L'ispirazione dei componimenti viene dall'antica innografia cristiana e da un'ampia tradizione che andava dalla Bibbia ai padri della Chiesa fino ad arrivare agli oratori sacri francesi del XVII secolo (Bossuet, Massillon, Bourdaloue).

## La poetica degliInni

### Dal classicismo al romanticismo
In seguito alla conversione, Manzoni rifiutò il classicismo, per il suo culto del mondo antico, troppo lontano dal sentire del pubblico, e il ricorso al mito, troppo paganeggiante e "falso" per le sue convinzioni religiose. Al contrario, si propose di trattare temi vivi nella coscienza popolare dei suoi contemporanei, legati al "vero" storico e religioso: i valori cristiani radicati nei riti liturgici vengono considerati sempre attuali dai fedeli, anche se si rifanno a eventi accaduti nel passato.

Se per un verso aderì così alla sensibilità romantica, del resto Manzoni ritenne suo compito impegnarsi in una lirica priva di accenti autobiografici, a favore di contenuti comuni e "oggettivi". Respinse anche il linguaggio classicistico a favore di un ritmo facile e cantabile; il rinnovamento del linguaggio lirico peraltro presentava ancora molte difficoltà. Si può ricordare che, subito dopo aver composto il poemetto neoclassico Urania, nel 1809 Manzoni aveva scritto a Claude Fauriel: 

### La critica letteraria
Nel 1815, dopo aver terminato La Passione, Manzoni pubblicò i primi quattro testi presso l'editore milanese Pietro Agnelli, ma il libro passò pressoché inosservato, malgrado un articolo dello Spettatore salutasse con entusiasmo la loro apparizione. I giudizi cambiarono a partire dalla seconda metà dell'Ottocento, quando ormai Manzoni era osannato come il più grande romanziere vivente. Francesco De Sanctis scrive che «la base ideale di quegli Inni è sostanzialmente democratica, è l'idea del secolo battezzata sotto il nome di idea cristiana, l'eguaglianza degli uomini tutti fratelli di Cristo, la riprovazione degli oppressori e la glorificazione degli oppressi, è la famosa triade, libertà, uguaglianza, fratellanza, evangelizzata, è il cristianesimo ricondotto alla sua idealità e armonizzato con lo spirito moderno». In Manzoni si andava formando l'uomo nuovo, che però «non cancellava l'antico: anzi vi si inquadrava. Rimaneva l'erede di Beccaria, il figlio del sec. XVIII, l'ammiratore di Alfieri». Lo studioso napoletano rileva altresì lo stacco venutosi a creare, nella letteratura italiana, tra i carmi del Foscolo e gli inni di Manzoni, in cui rinasceva sotto nuove forme quell'ispirazione religiosa che aveva informato l'opera di Dante e Petrarca.
I critici hanno complessivamente riconosciuto, negli inni dell'edizione Agnelli, una fase transitoria dello stile e della lingua del Manzoni, più che un'incertezza nei suoi obiettivi di fondo. La voce di Angelo De Gubernatis, secondo cui l'autore, scrivendo gli Inni Sacri, «lottava sempre per credere, e non credeva ancora», è rimasta sostanzialmente isolata, prevalendo l'interpretazione bonghiana di un Manzoni che espresse, in questi componimenti, «una fede schietta, sincera, che non era solo la sua, ma che a lui pareva utile, per sé e per gli altri, d'esprimere».
Molte componenti entrano in gioco nel determinare lo stile degli inni: il retaggio di una poesia solenne e neoclassica, comune al primo Manzoni, continua ad agire, nonostante l'espunzione dei riferimenti mitologici, e si unisce alla pressante e improvvisa necessità di scrivere un'opera di utilità collettiva, oltre che a uno stato emotivo ancora alterato dai recenti avvenimenti. Questi elementi, agendo insieme, causano un dettato non omogeneo, che l'obbligo morale di trasmettere la gioia o il dolore porta a ulteriori forzature. L'io del poeta, inoltre, non trova un modo univoco di rapportarsi ai lettori, presente come «credente tra i credenti» ne Il Nome di Maria e ne La Passione, predicatore dal pulpito, invece, negli altri due testi.

## La Pentecoste
Se i primi componimenti presenti negli Inni Sacri hanno un valore più prettamente "dottrinale", La Pentecoste è la sintesi e il culmine dei contenuti letterari e religiosi dell'intera opera di cui costituisce anche la parte ritenuta stilisticamente più riuscita.
L'inno La Pentecoste rivela a tutti gli effetti una maggiore profondità, che va oltre l'intento apologetico dei precedenti inni; mette in primo piano il tema del dualismo oppressi/oppressori che si trova anche al centro dell'Adelchi e de I promessi sposi: nell'opera, Manzoni descrive l'azione dello Spirito Santo che scuote gli Apostoli dalla passività dovuta alla paura di persecuzioni e li sprona a diffondere nel mondo la religione cristiana.
Nella prima parte del componimento Manzoni descrive la discesa dello Spirito Santo sugli apostoli e sulla Chiesa, che diventa «segnal de' popoli», «campo di quei che sperano», guida per l'intera umanità. Nella seconda parte dell'inno, viene descritta la novità portata dal cristianesimo nella storia e nel mondo, annunciando «nova franchigia» a tutti gli uomini, in particolare i pagani e gli umili («al regno i miseri seco / il Signore solleva / [...] a tutti i figli d'Eva / nel suo dolor pensò»). L'ultima parte è un'invocazione allo Spirito perché discenda sugli uomini e accompagni il loro cammino sulla terra, rinvigorendo la fede, abbattendo la superbia, sollevando il povero.